# Ceraclea erratica
Ceraclea erratica är en nattsländeart som först beskrevs av Milne 1936.  Ceraclea erratica ingår i släktet Ceraclea och familjen långhornssländor. Inga underarter finns listade i Catalogue of Life.